# ناقوس مرگ
ناقوس مرگ (انگلیسی: Death Bell; کره‌ای: 고사: 피의중간고사) فیلم ترسناک اسلشر سال ۲۰۰۸ کره جنوبی است. این تنها فیلم ترسناک کره‌ای است که در تابستان سال ۲۰۰۸ منتشر شد و نخستین تجربه کارگردانی فیلم بلند کارگردان چانگ که قبلاً کارگردان موزیک ویدئو بود، به‌شمار می‌رود و همچنین یکی از نویسندگان فیلمنامه است. در این فیلم لی بوم-سو در اولین فیلم ترسناک خود بازی کرد و نخستین تجربه بازیگری خواننده کی-پاپ نام گیو-ری بود. ناقوس مرگ در یک دبیرستان واقع شده و «گوسا» در عنوان کره‌ای فیلم به امتحانات میان ترم مهمی اشاره دارد که همه دانش آموزان باید در آن شرکت کنند. این فیلم در ۶ اوت ۲۰۰۸ منتشر شد. در ۲۸ ژوئیه ۲۰۱۰، دنبالهٔ این فیلم به نام ناقوس مرگ ۲ منتشر شد.